# 가메이 고레치카

가메이 고레치카(일본어: 亀井茲親 かめい これちか[*], 간분 9년 4월(1669년) ~ 교호 16년 음력 5월 29일(1731년 7월 3일))는 에도 시대 전기의 다이묘이다. 이와미 쓰와노번 제3대 번주를 지냈다. 쓰와노번 가메이가(津和野藩亀井家) 제4대 당주.
아버지는 쓰와노번 선대 번주 가메이 고레마사이다. 정실은 소 요시자네의 딸이며 자식은 장남 고레나가, 육남 고레미쓰 등이 있으며 고레치카 생전에 장남 고레나가가 먼저 세상을 뜨게 되어 고레미쓰가 쓰와노번 세자가 되었다. 후에 고레치카의 장손 고레노부가 숙부 고레미쓰의 뒤를 잇게 된다.

## 생애
간분 9년(1669년) 4월, 2대 번주 가메이 고레마사의 다섯째 아들로 쓰와노에서 태어났다.
처음 같은 번의 에이다이로 가문의 다고 가문에 양자로 들어갔으나, 맏형이자 세쓰구였던 마사나오가 요세하고, 둘째형인 이자 다음에도 병에 걸려 쓰와노에서 요양하게 되었기 때문에 대신해서 [2] 이자정의 세사가 되어 2월 19일에 4대 장군 도쿠가와 이에쓰나에 처음 뵙게 되었다. 덴와 원년(1681년) 2월 27일에 13세의 나이로 4만 3,000석의 가독을 상속한다. 데이쿄 원년(1684년) 12월 25일에 종5위(從五位) 시모노토모리(下能登守)에 서임하고 겐로쿠 원년(1688년) 6월 10일에 처음으로 쓰와노에 들어갔다[2].겐로쿠 4년(1691년)[2]에 오쿠즈메(오쿠즈메)가 되어, 10월 4일에 통칭을 오키마모루(沖崎守)로 개정한다. 또한 겐로쿠 5년(1692년) 6월 5일에는 외양 다이묘로서는 이례적인 기러기 칸막이가 허용되었다.
이자친은 유학을 아라이 하쿠세키(新井白石)에게, 회화를 수야동춘에게 배우고 가신들에게도 이토동애(伊藤東愛)·무로하토스·야마카소행(山鹿素行)등에 사사케 하여 문교정책에 진력하여 도쿠가와 쓰나요시의 문치정치에 공순하는 자세를 보였다. 막부의 근무도 잘하고, 겐로쿠 9년(1696년) 2월 14일에는 동물 연민의 영에 관한 시설인 나카노(中野)의 이누고야(누고야) 건축 도우미로 시복 10령을 하사받았으며, 겐로쿠 10년(1697년)의 소고데(牛入出火)에도 방화(防火)의 노고를 치하받았다.
또 세 차례에 걸쳐 칙사 향응역을 맡았다. 그 중에서도 겐로쿠 11년(1698년)에 야나기하라 시렌, 마사치카마치 미토요 양칙사의 향응역을 명령받았을 때 다카이에 키라 요시오가 음습한 괴롭힘을 당했다고 해서 드디어 참을 수 없게 된 이자치카가 전중날상에 미칠 뻔했는데 이에오의 다고 마코토 마코토 히데요시가 188년 『가시겐지마키치』라고 칭하며 키라에게 뇌물을 보냈다.
호에이 5년(1708년) 8월에는 교토에 올라가 금리조영을 도와 3만 5,840냥이라는 거액의 돈을 썼고, 이 공으로 호에이 6년(1709년) 10월 나카미카도 천황으로부터 직접 나오쓰나의 칼과 신칙찬집을 하사받았으며, 12월에는 막부로부터도 시복 10령을 받았다. 이어 같은 해에는 영내 고진한룡호의 소수를 완성했다.또한 사찰 정책에도 열심이며 호에이 7년(1710년)에는 영내에 도다카키모토 신사를 조영하고 향보 8년(1723년)에는 다카쓰카키 본사의 천년제를 열어 이 회사는 조정으로부터 정1위를 받았다.향보 2년(1717년) 1월 나카하시(中橋)에서 화재가 일어났고, 이어 6월 고바마치(小博馬町)에서 화재가 일어났을 때에는 다이묘(大名) 화소로도 활약하여 막부로부터도 상을 받았다.
교호 16년(1731년) 5월 29일에 쓰와노에서 향년 63세로 사망했다. 대를 6남 이자만이 이었다. 시마네현 가노아시군 쓰와노정의 가메이 가묘소에 묻혔다. 법명은 축선원전법산조응대거사(竺仙院殿法山祖應大居士).

## 일화
길량과의 일화는 후세의 창작으로 여겨지지만, 이자친친필의 족자로 "사랑(愛)"이라 대서되어 있고, 그 밑에 "인개고염열오애하일장(人開苦延熱五愛夏日長)"이라 한문으로 쓰여진 것이 현존하고 있다.
제목을 제외한 글자는 당대 문종황제의 시이며, 당시에는 폭군의 태도에 대한 비판평의 대상으로 알려졌으며, 동시에 선사[6]가 대오에 이른 선어로도 알려진 한시. (사람 모두가 염열에 시달리지만 우린 한여름의 긴 날을 사랑한다.)

## 등장 작품

### 드라마
- 토게노 군조(峠の群像, 1982년, NHK 대하드라마) 주연: 타나베 히로아키
- 미토코몬 제21부 제9화「목표로 하는 적은 오이타불 - 츠와노 -」(1992년 5월 18일, TBS계 내셔널 극장) 주연: 이부키 고로
- 미토코몬 제23부 제21화「츠와노 명과는 사랑의 맛 - 츠와노 -」, (1994년 12월 26일, TBS계 내셔널 극장) 주연: 이바 츠요시
- 미토코몬 외전: 아지랑이 인법첩(水戸黄門外伝 かげろう忍法帖) 제3화「어둠에 나비가 흩날린다 -츠와노 -」(1995년 6월 5일, TBS계 내셔널 극장) 주연: 토미이에 노리마사

| 전임 가메이 고레마사 | 제3대 쓰와노번 번주 (가메이가) 1681년 ~ 1731년 | 후임 가메이 고레미쓰 |